# Armando de Dominicis
Armando de Dominicis (Montecarlo, 11 settembre 1890 – ...) è stato un aviatore pioniere dell'aeronautica italiano.

## Biografia
Prese il brevetto di pilota il 17 ottobre 1912, dopo aver frequentato la scuola Asteria di Torino, con sede a Mirafiori. All'inizio del 1914 si recò in Francia presso la scuola di volo di René Caudron, famoso costruttore aeronautico, dove si perfezionò nel pilotaggio di velivoli biplani che uscivano dalle officine di Caudron, divenendo in breve tempo un esperto pilota acrobatico.  
Rientrato a Mirafiori continuò la sua attività di pilota, dedicandosi in particolare alle manifestazioni acrobatiche. Le sue esibizioni a Pavia e Padova, a Venezia, Rovigo, Ferrara, svoltesi nel giugno-luglio 1914, suscitarono grande entusiasmo e ampi echi sulla stampa nazionale. Il 25-26 luglio del 1914 furono organizzate per lui a Pistoia due giornate di esibizioni sul campo della Piazza d'Armi a cui presenziarono anche la madre,i fratelli e la nonna che assistettero per la prima volta alle sue spericolate acrobazie. Un cronista del tempo, su La Tribuna scrisse: «L'audacia del de Dominicis ha veramente impressionato, sia nel cerchio della morte, ripetuto più volte a media e grande altezza, sia con gli scivolamenti d'ala, sia nei virages, sia con i suoi arditi voli a spirale, sia nelle audacissime discese a motore spento».
Il 27-29 settembre si esibì anche a Lucca, sul Campo di Marte, nell'ambito di due giornate sportive organizzate dalla società sportiva Libertas. Dopo altre riuscite esibizioni, tra cui una a Palermo, de Dominicis terminò l'anno 1914 con una manifestazione a Pisa, conclusasi con un atterraggio disastroso, ma innocuo, causato da un eccesso di fiducia nelle proprie capacità.
All'inizio della prima guerra mondiale, fu chiamato in Francia dal famoso pilota e costruttore Blériot, che lo volle con sé come pilota, collaudatore della propria ditta.
Lasciata per sempre la carriera di acrobata il de Dominicis si stabilì definitivamente in Francia, dove si sposò ed ebbe tre figli, rientrando al paese natale di Montecarlo solo sporadicamente.
A differenza di Armando, che non fece mai parte dell'aeronautica militare,  il suo fratello minore,  Amerigo de Dominicis, nato a Lucca nel 1896, a sua volta pilota, combatté nella Grande Guerra con le squadriglie 35º e 131º, meritando una medaglia di bronzo al valor militare. Successivamente divenne ufficiale pilota della Regia Aeronautica.